# Westminster, Kalifornien
Westminster är en stad (city) i Orange County, i delstaten Kalifornien, USA. Enligt United States Census Bureau har staden en folkmängd på 91 064 invånare (2011) och en landarea på 26 km².